# Succinivibrionaceae
Famille
Les Succinivibrionaceae sont des bactéries à Gram négatif qui appartiennent à la classe des Gammaproteobacteria. Elles sont en forme de bâtonnets et anaérobies strictes.

## Liste degenres
- Anerobiospirillum
- Ruminobacter
- Succinatimonas
- Succinimonas
- Succinivibrio